# Nguyễn Văn Thân (trung tướng)
Nguyễn Văn Thân (sinh 1945) là một sĩ quan cấp cao trong Quân đội nhân dân Việt Nam, hàm Trung tướng, Tiến sĩ, nguyên Tư lệnh Quân chủng Phòng không-Không quân, là đại biểu Quốc hội Việt Nam khóa XI, thuộc đoàn đại biểu Đà Nẵng.

## Thân thế và sự nghiệp
Ông sinh ngày 18 tháng 11 năm 1945, quê tại thông Xuân Vũ, xã Ninh Vân, huyện Hoa Lư, tỉnh Ninh Bình. Nhập ngũ tháng 4 năm 1962, được kết nạp vào Đảng ngày 26 tháng 3 năm 1965 (chính thức 26.3.1966). 
Tháng 4 năm 1962, chiến sĩ bộ binh Tiểu đoàn 12, Trung đoàn 68, Sư đoàn 304, rồi chiến sĩ Trung đoàn 228B
Tháng 3 năm 1965, văn thư bảo mật rồi trắc thủ (8.1965) Đại đội 1, Tiểu đoàn 61, Trung đoàn Tên lửa 236, Quân chủng Phòng không Không quân.
Tháng 4 năm 1967, sĩ quan điều khiển Tiểu đoàn 61, Trung đoàn Tên lửa 236, Bộ Tư lệnh Binh chủng Tên lửa
Tháng 11 năm 1967, học viên Trường Cao đẳng Phòng không Ô-đéc-xa (Liên Xô)
Tháng 12 năm 1972, dịch tiếng Nga tại Trung đoàn 172, Bộ Tư lệnh Hải quân
Tháng 12 năm 1973, tiểu đoàn phó quân sự Tiểu đoàn 52, Trung đoàn Tên lửa 267, Sư đoàn Phòng không 365, Quân chủng Quân chủng Phòng không
Tháng 8 năm 1974, phiên dịch tiếng Nga cho Đoàn Học viên Cán bộ Cao cấp Quân chủng Phòng không Không quân tại Liên Xô. 
Tháng 7 năm 1975, tiểu đoàn phó Tiểu đoàn 81, Trung đoàn Tên lửa 238, Sư đoàn Phòng không 363, Quân chủng Phòng không Không quân
Tháng 9 năm 1977, nghiên cứu sinh cao học tại Học viện Quân sự Cấp cao
Tháng 8 năm 1978, tham mưu trưởng Trung đoàn Tên lửa 277 chuyển loại tên lửa Von-ga tại Trường Sĩ quan Phòng không Quân chủng Phòng không. 
Tháng 3 năm 1979, phó trung đoàn trưởng, tham mưu trưởng, trung đoàn trưởng Trung đoàn Tên lửa 277, Sư đoàn Phòng không 361, Quân chủng Phòng không
Tháng 8 năm 1981, trung đoàn trưởng Trung đoàn 277
Tháng 10 năm 1983, nghiên cứu sinh khoa học quân sự tại Liên Xô. 
Ngày 18 tháng 2 năm 1987, phó sư đoàn trưởng Sư đoàn Phòng không 369, Quân chủng Phòng không
Ngày 14 tháng 10 năm 1987, lữ đoàn trưởng Lữ đoàn Phòng không 378, Quân chủng Phòng không, Phó Bí thư Đảng ủy Lữ đoàn
Tháng 8 năm 1991, phó Tham mưu trưởng Quân chủng Phòng không, Ủy viên thường vụ Đảng ủy Bộ Tham mưu. 
Tháng 9 năm 1993, tham mưu trưởng Quân chủng Phòng không
Tháng 4 năm 1994, học bổ tục tại Học viện Chính trị Quân sự
Tháng 7 năm 1995, Phó Tư lệnh kiêm Tham mưu trưởng Quân chủng Phòng không
Tháng 2 năm 1996, học bổ túc tại Học viện Quốc phòng
Tháng 2 năm 1997, Phó Tư lệnh kiêm tham mưu trưởng Quân chủng Phòng không
Tháng 3 năm 1998, Phó Tư lệnh kiêm tham mưu trưởng, phụ trách Tư lệnh Quân chủng Phòng không
Tháng 6 năm 1999, phó Tư lệnh Quân chủng Phòng không-Không quân
Ngày 7 tháng 2 năm 2002, Tư lệnh Quân chủng Phòng không-Không quân, phó bí thư Đảng ủy Quân chủng
Tháng 2 năm 2007, nghỉ hưu.

## Lịch sử thụ phong quân hàm
| Quân hàm |             |             |  |  |  |  |  |  |  |  |
| Cấp bậc  | Thiếu tướng | Trung tướng |  |  |  |  |  |  |  |  |
|          |             |             |  |  |  |  |  |  |  |  |

## Khen thưởng
• Huân chương Quân công hạng Nhì
• Huân chương Chiến công hạng Nhất
• Huân chương Kháng chiến chống Mỹ hạng Nhì
• Huân chương Chiến sĩ vẻ vang (hạng Nhất, Nhì, Ba)
• Huy chương Quân kỳ Quyết thắng. 